# 797 (numero)
Settecentonovantasette (797) è il numero naturale dopo il 796 e prima del 798.

## Proprietà matematiche
- È un numero dispari.
- È un numero primo.
  - È un numero primo troncabile sia a destra che a sinistra.
  - È un numero primo di Eisenstein.
- È un numero palindromo e un numero ondulante nel sistema numerico decimale, nel sistema di numerazione posizionale a base 12 (565) e in quello a base 13 (494).
- È parte delle terne pitagoriche (555, 572, 797), (797, 317604, 317605).
- È un numero malvagio.
- È un numero intero privo di quadrati.

## Astronomia
- 797 Montana è un asteroide della fascia principale.
- NGC 797 sono galassie interagenti della costellazione di Andromeda.
- IC 797 è una galassia nella costellazione della Chioma di Berenice.

## Astronautica
- Cosmos 797 è un satellite artificiale russo.

## Altri ambiti
- Caterpillar 797 è un modello di automobile.
- Route nationale 797 è una strada statale in Francia.